# Autoridades Comuns da Aviação
As Autoridades Comuns da Aviação (JAA, Joint Aviation Authorities) são o organismo europeu no qual várias autoridades, de vários países europeus (da União Europeia e outros países não membros), trabalham em conjunto em termos de regulamentação da aviação civil na Europa. Este organismo, por si só, não regula nem controla nada, sendo estas tarefas da responsabilidade de cada uma das autoridades nacionais.